# Đứa Mòn
Đứa Mòn là một xã thuộc huyện Sông Mã, tỉnh Sơn La, Việt Nam.
Xã Đứa Mòn có diện tích 136 km², dân số năm 2016 là 7.685 người, mật độ dân số đạt 57 người/km².